# Some Great Reward Tour
Il Some Great Reward Tour è stato un tour musicale del gruppo inglese dei Depeche Mode intrapreso durante il 1984 e 1985 per promuovere il quarto album in studio della band Some Great Reward.

## Descrizione
Oltre alla Germania la band si è spostata anche in altri palasport e piccoli stadi europei. Dato il successo di People Are People, in questo tour il gruppo ha fatto ritorno in America, riscontrando un enorme successo e riempiendo diversi teatri statunitensi e canadesi. Tuttavia Some Great Reward faceva fatica a vendere, creando così una notevole e strana discrepanza.

## Scaletta
1. Master and Servant (intro strumentale)
2. Something to Do
3. Two Minute Warning
4. Puppets
5. If You Want
6. Peole Are People
7. Leave in Silence
8. New Life
9. Shame
10. Somebody/It Doesn't Matter
11. Ice Machine/Shake The Disease
12. Lie to Me
13. Blasphemous Rumours
14. Told You So
15. Master and Servant
16. Photographic
17. Everything Counts
18. See You
19. Shout
20. Just Can't Get Enough

- New Life, See You, Told You So, Two Minute Warning, Shame, Shout!, Puppets, Ice Machine, If You Want e Lie To Me non sono state più eseguite dal vivo dopo questo tour
- Stories Of Old è la sola canzone del corrispondente album (senza contare i lati B dei singoli estratti) a non essere mai stata suonata dal vivo.

## Date
| Data       | Città                 | Paese          | Luogo                            | Note                                                                                  |
| ---------- | --------------------- | -------------- | -------------------------------- | ------------------------------------------------------------------------------------- |
| Europa     |                       |                |                                  |                                                                                       |
| 27/09/1984 | Saint Austell         | Regno Unito    | Coliseum                         |                                                                                       |
| 28/09/1984 | Stoke-on-Trent        | Regno Unito    | Victoria Hall                    |                                                                                       |
| 29/09/1984 | Liverpool             | Regno Unito    | Empire Theatre                   |                                                                                       |
| 01/10/1984 | Oxford                | Regno Unito    | Apollo                           |                                                                                       |
| 02/10/1984 | Nottingham            | Regno Unito    | Royal Concert Hall               |                                                                                       |
| 04/10/1984 | Dublino               | Irlanda        | SFX                              |                                                                                       |
| 05/10/1984 | Dublino               | Irlanda        | SFX                              |                                                                                       |
| 06/10/1984 | Belfast               | Regno Unito    | Ulster Hall                      |                                                                                       |
| 08/10/1984 | Manchester            | Regno Unito    | Apollo                           |                                                                                       |
| 09/10/1984 | Gloucester            | Regno Unito    | Leisure Centre                   |                                                                                       |
| 10/10/1984 | Cardiff               | Regno Unito    | Saint Davids Hall                |                                                                                       |
| 12/10/1984 | Birmingham            | Regno Unito    | Odeon Theatre                    |                                                                                       |
| 13/10/1984 | Birmingham            | Regno Unito    | Odeon Theatre                    |                                                                                       |
| 14/10/1984 | Blackburn             | Regno Unito    | King Georges Hall                |                                                                                       |
| 16/10/1984 | Glasgow               | Regno Unito    | Barrowlands                      |                                                                                       |
| 17/10/1984 | Aberdeen              | Regno Unito    | Capitol Theatre                  |                                                                                       |
| 18/10/1984 | Edimburgo             | Regno Unito    | Playhouse                        |                                                                                       |
| 19/10/1984 | Sheffield             | Regno Unito    | Sheffield City Hall              |                                                                                       |
| 20/10/1984 | Newcastle upon Tyne   | Regno Unito    | City Hall                        |                                                                                       |
| 22/10/1984 | Bristol               | Regno Unito    | Colston Hall                     |                                                                                       |
| 23/10/1984 | Brighton              | Regno Unito    | The Dome                         |                                                                                       |
| 24/10/1984 | Portsmouth            | Regno Unito    | Guildhall                        |                                                                                       |
| 27/10/1984 | Ipswich               | Regno Unito    | Gaumont                          |                                                                                       |
| 29/10/1984 | Leicester             | Regno Unito    | De Montford Hall                 |                                                                                       |
| 30/10/1984 | Southampton           | Regno Unito    | Gaumont                          |                                                                                       |
| 01/11/1984 | Londra                | Regno Unito    | Hammersmith Odeon                |                                                                                       |
| 02/11/1984 | Londra                | Regno Unito    | Hammersmith Odeon                |                                                                                       |
| 03/11/1984 | Londra                | Regno Unito    | Hammersmith Odeon                | Il concerto è stato trasmesso in radio.                                               |
| 04/11/1984 | Londra                | Regno Unito    | Hammersmith Odeon                |                                                                                       |
| 15/11/1984 | Copenaghen            | Danimarca      | Folkeatret                       |                                                                                       |
| 16/11/1984 | Stoccolma             | Svezia         | Eriksdalshallen                  |                                                                                       |
| 17/11/1984 | Lund                  | Svezia         | Olympen                          |                                                                                       |
| 18/11/1984 | Oslo                  | Norvegia       | Skedsmohallen                    |                                                                                       |
| 20/11/1984 | Essen                 | Germania Ovest | Grugahalle                       |                                                                                       |
| 21/11/1984 | Ludwigshafen          | Germania Ovest | Friedrich-Ebert-Halle            |                                                                                       |
| 22/11/1984 | Siegen                | Germania Ovest | Siegerlandhalle                  |                                                                                       |
| 23/11/1984 | Friburgo in Brisgovia | Germania Ovest | Stadthalle                       |                                                                                       |
| 26/11/1984 | Firenze               | Italia         | Teatro Tenda                     |                                                                                       |
| 27/11/1984 | Bologna               | Italia         | Teatro Tenda                     |                                                                                       |
| 28/11/1984 | Milano                | Italia         | Teatro Tenda                     |                                                                                       |
| 30/11/1984 | Basilea               | Svizzera       | St. Jakobshalle                  |                                                                                       |
| 01/12/1984 | Monaco di Baviera     | Germania Ovest | Deutsches Museum                 |                                                                                       |
| 03/12/1984 | Berlino Ovest         | Germania Ovest | Deutschlandhalle                 |                                                                                       |
| 04/12/1984 | Hannover              | Germania Ovest | Eilenriedehalle                  |                                                                                       |
| 05/12/1984 | Münster               | Germania Ovest | Münsterlandhalle                 |                                                                                       |
| 07/12/1984 | Oldenburg             | Germania Ovest | Weser-Ems-Halle                  |                                                                                       |
| 08/12/1984 | Kiel                  | Germania Ovest | Ostseehalle                      |                                                                                       |
| 09/12/1984 | Amburgo               | Germania Ovest | Alsterdorfer Sporthalle          | Il concerto è filmato per il video concerto The World We Live In and Live in Hamburg. |
| 11/12/1984 | Böblingen             | Germania Ovest | Sporthalle                       |                                                                                       |
| 12/12/1984 | Offenbach am Main     | Germania Ovest | Stadthalle                       |                                                                                       |
| 13/12/1984 | Düsseldorf            | Germania Ovest | Philips Halle                    |                                                                                       |
| 14/12/1984 | Amburgo               | Germania Ovest | Alsterdorfer Sporthalle          |                                                                                       |
| 15/12/1984 | Amsterdam             | Paesi Bassi    | Theater Carrè                    |                                                                                       |
| 16/12/1984 | Rotterdam             | Paesi Bassi    | De Doelen                        |                                                                                       |
| 17/12/1984 | Parigi                | Francia        | Palais Omnisports de Paris-Bercy |                                                                                       |
| 18/12/1984 | Deinze                | Belgio         | Zaal Brielpoort                  |                                                                                       |
| America    |                       |                |                                  |                                                                                       |
| 14/03/1985 | Washington, D.C.      | Stati Uniti    | Warner Theatre                   |                                                                                       |
| 15/03/1985 | New York City         | Stati Uniti    | Beacon Theatre                   |                                                                                       |
| 16/03/1985 | Boston                | Stati Uniti    | Orpheum Theatre                  |                                                                                       |
| 18/03/1985 | Montréal              | Canada         | Le Spectrum                      |                                                                                       |
| 19/03/1985 | Toronto               | Canada         | Massey Hall                      |                                                                                       |
| 20/03/1985 | Detroit               | Stati Uniti    | Royal Oak Theatre                |                                                                                       |
| 22/03/1985 | Chicago               | Stati Uniti    | Aragon Ballroom                  |                                                                                       |
| 23/03/1985 | Rock Island           | Stati Uniti    | Augustana College                |                                                                                       |
| 24/03/1985 | Carbondale            | Stati Uniti    | Shyrock Auditorium               |                                                                                       |
| 26/03/1985 | Houston               | Stati Uniti    | Cullen Auditorium                |                                                                                       |
| 27/03/1985 | Dallas                | Stati Uniti    | Bronco Bowl                      |                                                                                       |
| 30/03/1985 | Los Angeles           | Stati Uniti    | Hollywood Palladium              |                                                                                       |
| 31/03/1985 | Laguna Hills          | Stati Uniti    | Irvine Meadows                   |                                                                                       |
| 01/04/1985 | San Diego             | Stati Uniti    | San Diego Sports Arena           |                                                                                       |
| 03/04/1985 | Oakland               | Stati Uniti    | Kaiser Auditorium                |                                                                                       |
| Asia       |                       |                |                                  |                                                                                       |
| 07/04/1985 | Tokyo                 | Giappone       | Koseinenkin Hall                 |                                                                                       |
| 08/04/1985 | Tokyo                 | Giappone       | Nakano Sun Plaza                 |                                                                                       |
| 09/04/1985 | Osaka                 | Giappone       | Koseinenkin Hall                 |                                                                                       |
| 12/04/1985 | Tokyo                 | Giappone       | Nakano Sun Plaza                 |                                                                                       |
| Europa     |                       |                |                                  |                                                                                       |
| 06/07/1985 | Torhout               | Belgio         | Torhout Festival                 |                                                                                       |
| 07/07/1985 | Werchter              | Belgio         | Werchster Festival               |                                                                                       |
| 09/07/1985 | Nizza                 | Francia        | Théâtre de Verdure               |                                                                                       |
| 11/07/1985 | Lione                 | Francia        | Espace Tony Garnier              |                                                                                       |
| 13/07/1985 | Brest                 | Francia        | Rockscene Festival               |                                                                                       |
| 23/07/1985 | Budapest              | Ungheria       | Volàn Stadion                    |                                                                                       |
| 26/07/1985 | Atene                 | Grecia         | Rock in Athens                   |                                                                                       |
| 30/07/1985 | Varsavia              | Polonia        | Torwar Hall                      |                                                                                       |

## Musicisti
- Dave Gahan - voce
- Martin Gore - sintetizzatori, campionatori, melodica, percussioni, cori, voce
- Andy Fletcher - sintetizzatori, campionatori, percussioni, cori
- Alan Wilder - sintetizzatori, campionatori, percussioni, cori